# Søværnets Operative Logistiske Støttecenter Frederikshavn
Søværnets Operative Logistiske Støttecenter Frederikshavn blev nedlagt den 31. december 2019. Den 1. januar 2020 blev Flådestation Frederikshavn oprettet.

Nedenstående artikel er historisk.
Søværnets Operative Logistiske Støttecenter Frederikshavn (OPLOG FRH) er den primære indgangsvinkel til vedligeholdelse, service, reparationer og forsyninger til Søværnets enheder og etablissementer i Frederikshavn. OPLOG FRH består af 289 ansatte, både civilt og militært.
OPLOG FRH er hjemmehørende på Flådestation Frederikshavn og er udstyret med værksteder af enhver art, således at man hurtigt kan reparere udstyr på Søværnets skibe, således de til enhver tid fungerer optimalt og er klar til indsættelse. OPLOG FRH har desuden to teams på hver 30 mand der er klar til at rykke ud hvis der opstår et støttebehov for danske enheder væk fra en flådestation eller i udlandet, på en øvelse eller international operation. De to teams kan medbringe op til 13 lastbiler med op til 26 containere med indbyggede værksteder, opholds- og beboelsområder, kommunikationscontainere, kabys og kølecontainere alt afhængig af opgaven.